# Federico Wechsung
Federico Guillermo Wechsung (Monte Grande, 17 de julio de 1975) es un eclesiástico, jurista y profesor católico argentino. Es el obispo auxiliar de La Plata, desde febrero de 2023.

## Biografía
Federico Guillermo nació el 17 de julio de 1975, en la ciudad argentina de Monte Grande; aunque su familia materna es originaria de La Plata.
Realizó estudios en la Facultad de Teología de la Universidad Católica Argentina (UCA), donde obtuvo el bachillerato y el profesorado en Teología. Posteriormente, obtuvo la licenciatura en Derecho canónico en 2014, por la misma casa de estudios, con el trabajo: La Libertad de Enseñanza, un principio presente en el Ordenamiento Canónico.
En 2021, obtuvo un diplomado en Derecho Penal Canónico, por la UCA.

### Sacerdocio
Su ordenación sacerdotal fue el 25 de marzo de 2006, incardinándose en la diócesis de Lomas de Zamora.
- Vicario parroquial de Inmaculada Concepción, en Burzaco.
- Vicario parroquial de Ntra. Sra. de Luján, en Longchamps.
- Docente en Teología I y II del Profesorado de Letras del Instituto Ntra. Sra. de Luján, en Adrogué (2007).
- Asesor diocesano del área Aspirantes del Consejo Diocesano de Lomas de Zamora (2006-2009).
- Docente de Derecho Canónico en el Instituto de Diaconado Permanente de Lomas de Zamora (2014).
- Auditor en la Comisión Judicial de la diócesis de Lomas de Zamora (2008-2014).
- Vicario parroquial de Inmaculada Concepción, en Monte Grande (2006-2015).[2]
- Docente en Historia de la Filosofía en el Seminario Diocesano de Lomas de Zamora (2006-2016).
- Abogado Patrono Estable Tribunal Diocesano (2014-2016).
- Coordinador docente y capellán del Instituto Parroquial Longchamps (2005-2017).[2]
- Docente de Derechos Humanos, en la Facultad de Derecho de la Universidad Nacional de Lomas de Zamora (2015-2023).[3]
- Párroco de la Unidad Pastoral -integrada por las parroquias Sagrado Corazón y María Auxiliadora-, en Lomas de Zamora (2015-2023).
- Juez ponente y vicario judicial del Tribunal Interdiocesano de Lomas de Zamora, San Justo y Laferrere (2016-2023).
- Presidente del Tribunal Interdiocesano de La Plata (2020-2023).
- Perito en la Comisión Episcopal de Fe y Cultura de la CEA.[4]

### Episcopado
El 25 de febrero de 2023, el papa Francisco lo nombró obispo titular de Pederodiana y obispo auxiliar de La Plata. Fue consagrado el 15 de abril del mismo año, en la Catedral de La Plata, a manos del arzobispo Víctor Fernández.
Algunas de sus nuevas tareas serán asesorar a los encargados de la catequesis, y acompañar a la pastoral universitaria y la formación de los agentes pastorales.

## Publicaciones
También es autor de varios artículos:
- Wechsung, F. (2006).  Pontificia Academia de Sto. Tomás de Aquino, ed. La Ley Natural, respuesta de Santo Tomás de Aquino a una problemática actual. Vaticano: L´úmanesimo cristiano nel III Milenio. La prospettiva di Tommaso D´Aquino. pp. 773-784.
- Wechsung, F. (2014).  Universidad Católica Argentina, ed. La Libertad de Enseñanza, un principio presente en el Ordenamiento Canónico. Argentina.
- Wechsung, F. Derechos humanos en el camino hacia la fraternidad y amistad social. Número 10, cita IJ-MMCXCI-600.+. Revista Jurídica Electrónica de la Facultad de Derecho de la Universidad Nacional de Lomas de Zamora.